# Nowoje wriemia (1941–1944)
Nowoje wriemia (ros. Новое время) – kolaboracyjna gazeta podczas II wojny światowej.
Po zajęciu Pieczor (est. Petseri) przez wojska niemieckie 8 lipca 1941 roku, rozpoczęto już w październiku tego roku wydawanie po rosyjsku gazety „Nowoje wriemia”. Wychodziła ona 2 razy w tygodniu – we wtorki i soboty. Miała 4 strony, ale wkrótce zmniejszono je do 2. Była przeznaczona dla ludności okupowanych terenów Kraju Pieczorskiego i Pskowszczyzny. Funkcję redaktora naczelnego pełnił krótko przedwojenny dziennikarz z Pskowa Grigorij Chromienko, po czym w listopadzie zastąpił go absolwent uniwersytetu w Tartu Boris Taggo. Ważną rolę w redakcji odgrywała też korektorka Ł. Winogradowa, zastępująca Borisa Taggo podczas jego wyjazdów w teren. Na początku maja 1942 roku gazeta została podporządkowana oddziałowi prasy i informacji Ministerstwa Oświaty Publicznej Estońskiego Dyrektoriatu. Od 1 października tego roku siedzibą redakcji było Tartu. Redaktorem naczelnym został dziennikarz z Narwy Oskar Nilender. Boris Taggo był jego zastępcą. Gazeta była odtąd wydawana w o wiele lepszych warunkach materialno-finansowych – otrzymała większy format, ilustracje oraz zwiększoną ilość stron do 4 i nakład do 5,5 tysięcy egzemplarzy. Ukazywała się obecnie 3 razy w tygodniu – w środy, piątki i niedziele. Poza dotychczasowymi terenami docierała też do południowej Estonii. W gazecie publikowano – oprócz oficjalnych komunikatów wojennych najwyższego dowództwa niemieckich sił zbrojnych – artykuły i felietony dotyczące sytuacji Rosjan w Estonii i na okupowanych terenach ZSRR, rolnictwa, agronomii, życia kulturalnego, historii, kwestii politycznych, przekłady z gazet niemieckich, estońskich i innych rosyjskich. Część tekstów miała charakter antysemicki. Gazeta przestała wychodzić 1 lutego 1944 roku.